# جوناثان زكاي
جوناثان زكاي هو كاتب سيناريو ومخرج وممثل بلجيكي، ولد في 22 يوليو 1970 في بلجيكا.

## أعمال

### أفلام
- (2010) روبن هود[2][3][4]

## وصلات خارجية
- جوناثان زكاي على موقع IMDb (الإنجليزية)
- جوناثان زكاي على موقع ألو سيني (الفرنسية)
- جوناثان زكاي على موقع أول موفي (الإنجليزية)
- جوناثان زكاي على موقع قاعدة بيانات الأفلام السويدية (السويدية)
- جوناثان زكاي على موقع قاعدة بيانات الفيلم (الإنجليزية)
- جوناثان زكاي على موقع كينوبويسك (الروسية)